# 夢は世界を翔けめぐる -THE WORLD HERITAGE 2001-
『夢は世界を翔けめぐる』-THE WORLD HERITAGE 2001-（ゆめはせかいをかけめぐる ザ・ワールド・ヘリテージ・2001）は宝塚歌劇団の舞台作品。星組公演。形式名は「グランド・ショー」。24場。
作・演出は草野旦。併演作品は『花の業平』。

## 解説
※『宝塚歌劇100年史（舞台編）』の宝塚大劇場公演参考。
世界各国を巡り、各地で様々な世界遺産と出会うショー。推定46億年の歳月が創った自然美。人類が築き上げた感動の文化を称え、この星を守り、受け継いでいくことの大切さを謳い上げるショー。21世紀を迎えるにあたり、宝塚のオーソドックスなテーマである"夢"を、世界を巡る様式で表現し、かつ、伝統的な世界巡りの手法にとどまらず、世界遺産を通じて地球の尊さ、さらに命の尊さを伝えようという作品。壮大なテーマの下、華やかな新世紀の幕を開けた。

## 公演期間と公演場所
- 2001年1月2日 - 2月12日　宝塚大劇場[1]
- （東京宝塚劇場未公演）

## スタッフ
- 作詞[1]：公文健
- 作曲・編曲[1]：高橋城/鞍富真一/木川田新
- 編曲[1]：今出哲也
- 作曲[1]：三木たかし
- 音楽指揮[1]：御﨑惠
- 振付[1]：羽山紀代美/尚すみれ/名倉加代子/室町あかね/若央りさ
- 装置[1]：大橋泰弘
- 衣装[1]：任田幾英
- 照明[1]：勝柴次朗
- 音響[1]：加門清邦
- 小道具[1]：伊集院撤也
- 効果[1]：宮廻みさよ
- 演出助手[1]：齋藤吉正/小柳奈穂子
- 音楽助手[1]：青木朝子
- 装置補[1]：新宮有紀
- 衣装補[1]：河底美由紀
- 舞台進行[1]：恵見和弘
- 小道具補[1]：福原徹
- 舞台美術製作[1]：株式会社宝塚舞台
- 演奏[1]：宝塚歌劇オーケストラ
- 制作[1]：森下信雄

## 特別出演
※氏名の後ろの（）は2001年当時の所属組。
- 香寿たつき（専科）[1]
- 絵麻緒ゆう（専科）[1]
- 初風緑（専科）[1]

## 休演者
- 匠ひびき[1]
- 嶺恵斗[1]

## 主な配役
- センチュリーの男S、ウィンズ、ノルネオ、イスラムの男S、夢の男S、パレードの男S - 稔幸[1]
- センチュリーの女S、ウィング、イスラムの女S・リンダ、夢の女S、パレードの女S - 星奈優里[1]
- 南アメリカンソール、センチュリーの男A、タータニア、イスラムの男A、夢の男A、パレードの男A - 香寿たつき[1]
- アジアンソール、センチュリーの男A、セレンゲティの男S、イスラムの男A、夢の男A、パレードの男A - 絵麻緒ゆう[1]
- 北アメリカンソール、センチュリーの男A、ロマーノA、トラベラーS、イスラムの男A、ホークS、夢の男A、パレードの男A - 初風緑[1]
- アフリカンソール、センチュリーの男A、ミラーノA、イスラムの男A、ホーク・歌手、夢の男A、パレードの男A - 安蘭けい[1]
- オセアニアンソール、センチュリーの男A、セレンゲティの女S、トラベラー、イスラムの男・歌手、イスラムの男A、夢の男A、パレードの男A - 夢輝のあ[1]